# Estudiantil Sanducero Fútbol Club
El Estudiantil Sanducero Fútbol Club, o simplemente Estudiantil, es una institución de fútbol con sede en la ciudad de Paysandú, del Departamento homónimo, Uruguay. Fue fundado en 1930 y su equipo juega en la Primera División de la Liga Departamental de Fútbol de Paysandú.

## Historia
El Estudiantil Sanducero Fútbol Club se conformó oficialmente el 5 de marzo de 1930. Tras su fundación surgió la duda sobre que camiseta utilizar. En un principio se pensó en la camiseta del Club Estudiantes de La Plata de Argentina, pero debido a que los allegados de Estudiantil sentían admiración por el Club Atlético Boca Juniors (también argentino), finalmente se optó por el uniforme de dicho club. Decidido esto, se envió una nota a Boca Jrs. solicitando 11 camisetas, y para sorpresa de todos, el club xeneize envió dichas camisetas. El primer presidente del club fue el Profesor José Fortunatto.

A lo largo de la historia, sus títulos lo han puesto entre los clubes más exitosos de Paysandú. En 1971 disputa por primera vez una final de la Copa El País, en la cual es vencido. Al año siguiente toma revancha y se consagra por primera vez campeón del interior, siendo esta la primera obtenida por un equipo del Departamento de Paysandú. En las dos temporadas siguientes volvería a repetir el título, ambas en forma invicta, convirtiéndose en el primer tricampeón de dicho torneo. En el año 1986 lograría su cuarta estrella (las cuales figuran sobre su escudo) consagrándose como el primer tetracampeón del interior. Con 4 títulos, Estudiantil es uno de los clubes más laureados de la Copa El País, siendo el único club en igualar esa marca Atenas de San Carlos. Estudiantil conoció 4 veces el descenso, pero su mérito ha estado en no jugar más de un año en 2.ª. División, logrando el ascenso en forma inmediata. Su última Copa fue en el año 2006, donde en emotiva final, venció por penales a su clásico rival, Bella Vista, justamente por el título y el ascenso (retorno) a Primera División.

## Uniforme
- Uniforme titular: Camiseta azul con franja horizontal amarilla, pantalón azul, medias azules.
- Uniforme alternativo: Camiseta amarilla con franja horizontal azul, pantalón azul, medias amarillas.

## Palmarés

### Torneos nacionales
- Copa Nacional de Clubes (4): 1972, 1973, 1974, 1986
- Campeonato del Litoral (fase intermedia de la Copa El País) (1): 1986

### Torneos locales
- Liga Departamental de Fútbol de Paysandú (10): 1940, 1941, 1951, 1970, 1972, 1974, 1984, 1985, 1987, 1999
- Torneo Liguilla (3): 1979, 1984, 1985
- Liga Departamental de Fútbol de Paysandú Divisional B (6): 1931, 1944, 1953, 1994, 2006, 2015